# Жахенберц
Жахенберц (словен. Žahenberc) — поселення в общині Рогатець, Савинський регіон, Словенія. Висота над рівнем моря: 301,4 м.